# Dąbrowa Wielka (Łódź)
Pour les articles homonymes, voir Dąbrowa Wielka.
Dąbrowa Wielka est une localité polonaise de la gmina et du powiat de Sieradz en voïvodie de Łódź.